# Сан-Фили
Сан-Фили (итал. San Fili) — коммуна в Италии, располагается в регионе Калабрия, подчиняется административному центру Козенца.
Население составляет 2559 человек, плотность населения составляет 128 чел./км². Занимает площадь 20 км². Почтовый индекс — 87037. Телефонный код — 0984.
Покровителями коммуны почитаются Пресвятая Богородица и San Francesco di Paola, празднование 12 октября.